# 이스케이프 프롬 타르코프
《이스케이프 프롬 타르코프》(Escape from Tarkov)는 러시아의 게임 스튜디오인 배틀스테이트 게임즈가 개발하고 있는 인디 게임, MMO FPS 게임이자 유니티 엔진을 기반으로 하는 비디오 게임이다.
이 지역은 러시아 북서부 노르빈스크 지역을 배경으로 하고 있는데, 이 지역의 경제특구와 관련한 정치적 스캔들로 인하여 두 민간 군사 기업(유엔 안보와 베어) 사이에 전쟁이 벌어지고 있다. 플레이어는 이 타르코프라는 도시를 탈출하는 임무를 맡는다. 플레이어는 민간군사기업 중 한 곳에 합류하거나 플레이하는 지역에서 귀중한 약탈물을 획득하기 위해 노력한다. 게임의 클로즈 알파는 2016년 8월 4일에 처음 출시하였고, 2017년 7월에 클로즈드 베타가 출시되었다.

## 사건 및 사고
- 타르코프 개발자가 작년 2020년 크리스마스를 맞이하여 유저들의 모든 계정 전체 초기화를 했다.(매시즌 마다 초기화가 발생한다.)

- 한글 번역 후에 모든단어가 'ㅁ'표시되는 버그가 발생했다.
- 타르코프는 유저들의 실제 현금 거래로 문제를 겪었다. 2020년 개발자들은 게임 내 다른 플레이어와 비싼 아이템을 거래하여 화폐를 구매하는 관행을 단속하여 플레이어들에게 "다른 플레이어에 인레이드 아이템이 지속적으로 유통되지 않도록 하라."고 경고하였다. 이는 적법한 수준의 아이템 거래의 경계에 대한 우려가 제기되면서 유저들을 혼란스럽게 만들었다.[4]

## 게임플레이
이스케이프 프롬 타르코프의 개발자들은 이 게임을 현실적이고 하드코어인 1인칭 슈터 비디오 게임으로 지칭하며, 대규모 멀티플레이어 온라인 게임으로부터 요소들을 차용하고 있다. 현재 상태에서 타르코프 탈출은 온라인 PMC 습격, 스캐브 습격("scavenger"의 줄임말), 임시 오프라인 모드 등 플레이어들이 플레이할 수 있는 여러 모드를 통합하고 있다. 이러한 모드에서 플레이어는 솔로 플레이를 선택하거나, 팀원들과 함께 맵을 선택해 플레이 할 수 있다. 게임을 시작하게 되면, 모든 플레이어들에게 탈출 지점이 주어지며, 탈출을 위해서는 다른 플레이어들 혹은 스캐브와 싸워야 한다. 전투 이외에도 플레이어는 맵에서 총기, 장비, 갑옷 등의 약탈물을 발견할 수 있으며, 일단 탈출하게 되면 자신의 약탈물을 저장소에 보관하여 향후 습격 때 사용하거나 벼룩시장에서 판매할 수 있다.
플레이어가 플레이 도중 사망하면 약탈물과 해당 레이드에 동원한 장비 등 모든 것을 잃게 된다. 플레이어는 가져온 무기와 장비에 대해 보험에 가입할 수 있어 다른 플레이어가 자신의 장비를 가져가지 않을 경우 장비를 되찾을 가능성을 높일 수 있다. 앞에서 말한 바와 같이 플레이어는 레이드에서 스캐브로서 플레이할 수 있다. 스캐브 모드에서 죽어도 아무런 불이익이 없기에, 이 모드를 통해 게임을 학습할 수 있다. 만약 스캐브로서 사망할 경우, 다시 해당 모드로 플레이하기 위해서 일정 시간을 기다려야 한다.
레이드를 하지 않는 동안 플레이어는 게임에서 제공하는 상인들에게 그들의 약탈품을 팔 수 있다. 이러한 상인들은 플레이어에게 다양한 퀘스트를 제공하고, 이를 수행할 시 더 많은 아이템과 더 많은 퀘스트에 접근할 수 있게 우호도를 올릴 수 있다. 플레이어는 또한 지하 폭탄 대피소인 '하이드아웃'이라는 은신처를 업그레이드할 수 있는데, 이 은신처는 일단 필요한 재료로 업그레이드되면 게임 내 보너스를 준다. 이러한 보너스에는 스캐브로서 플레이하기 위해 재사용 대기 시간을 줄이는 것이 포함된다.

### 전투
이스케이프 프롬 타르코프는 현실적인 전투 시스템을 가지고 있다. 게임 내에서 플레이어는 캐릭터의 이동 속도를 조절할 수 있고 웅크리기, 엎드리기 등 세밀한 자세 조정이 가능하다. 무기에 탄약이 남아 있는지 확인하려면 탄창을 수동으로 확인해야 한다. 플레이어는 AR, SMG, 엽총, 저격용 소총 등 다양한 무기를 사용할 수 있다. 이 모든 무기는 다른 슈터 게임처럼, 플레이어 위치나 적과의 거리 등 여러 변수에 따라 다양한 범위에서 효과적이다. 무기의 효과와 기능은 조준경과 사용 탄약과 같이 플레이어가 무기에 설치하는 부착물과 모드에 크게 의존한다. 다만 총기 자체의 반동 수치, 에르고 수치 등도 변수가 될 수 있다.
전투 중간중간 필요한 물품을 탐색할 수도 있다만 플레이어가 물품을 탐지하는 시간이 걸린다. 또한 레이드에 들어가면 에너지와 수분 게이지가 소모되므로 항상 모니터링 해야한다.
이스케이프 프롬 타르코프에서의 전투와 다른 FPS 게임의 주요한 차이점은 플레이어가 입은 피해를 처리하는 방법이다. 일반적인 체력바와 달리, 플레이어는 신체의 다른 부위와 팔다리에 손상을 입는다. 무기의 종류와 취급되는 손상에 따라 플레이어의 움직임과 골절, 출혈 등의 기능에 급격한 영향을 미치는 플레이어의 사지에 다양한 상태 효과를 적용할 수 있다. 플레이어의 움직임과 장비에 따라 손상을 효과적으로 피할 수 있다. 방탄복은 신체의 특정 부위를 보호할 수 있고 기울기 모션은 플레이어가 적에게 보이는 히트박스를 줄일 수 있게 해준다.

## 장비 티어 및 방어구
하드코어 FPS 게임답게 여러 가지 장비들이 존재하고 그 장비들에 티어도 존재한다. 고티어 장비 일수록 방어율이 더 높아지며, 저티어 방어구 일수록 방어율이 떨어진다. 대략 방어구에 방어율 시스템은 RPG 게임과 유사한 시스템이다. 또한 여러 가지 머리 보호구가 존재하며 세밀한 표현을 위하여 '바이저'라는 헬멧이 있으면 해당 머리 보호구에 방탄 유리를 쏠때마다 총에 맞은 탄환 자국이 선명하게 남는다. 쉽게 말하자면 마치 강화 유리에 총을 쏜 자국이 남는다는 것이다. 게임 에서의 또 다른 장비를 보자면 '택티컬 리그', 즉 전술 조끼와 야간 투시경이 존재한다. 야간 투시경은 '공장' 이라는 맵과 여러 가지 다양한 맵에서 야간전을 할 때 이용된다. 야간 투시경에 종류 또한 다양하며, 열화상 조준경도 존재한다. 일부 장비들은 총에서 나가는 총알을 도탄 낼 수 있는 특성을 가지고 있다. 저티어 장비이지만 도탄율이 높거나 고티어 장비이지만 도탄율이 낮거나이다. 티어마다 장비에 가격이 다른데 물론 저티어 장비 일수록 가격이 저렴하고, 고티어 장비 일수록 가격이 비싸다. 스캐브 들은 대부분 보호구를 착용하지 않고 스폰이 된다. 하지만 가끔 3클래스 헬멧을 착용하거나 5클래스 방탄조끼를 착용한 채 스폰할 때가 있다.

## 시놉시스

### 설정
이스케이프 프롬 타르코프는 2015~2026년 러시아 북서부 노르빈스크 경제특구의 수도 타르코프를 배경으로 한다. 정치적 스캔들과 기업의 붕괴는 타르코프의 사회 붕괴를 초래했고, 전쟁 중인 파벌들은 도시를 자취로 만들어 도시의 일부 지역이 "스카브"라고 불리는 공격적인 지역 주민들에 의해 통제되고 있다. 2020년 3월 현재 플레이어는 타르코프 내 7개 플레이 가능한 위치 공장, 세관, 우즈, 쇼어라인, 인터체인지, 더 랩, 리저브에서 플레이할 수 있다. 2020년 3월 현재 타르코프의 거리는 개발 중인 장소로, 플레이어가 곧 플레이할 수 있게 된다.모든 위치를 하나로 결합하는 자유 로밍 옵션도 계획되어 있어 오픈 월드 게임 플레이를 제공한다.

### 파벌
플레이어가 게임에서 선택할 수 있는 PMC 파벌은 두 가지다. 테러그룹으로 알려진 법인이 회사의 불법행위를 은폐하기 위해 고용한 서구계 회사인 유나이티드 시큐리티(USEC)와 러시아 정부가 이러한 활동을 조사하기 위해 만든 회사인 베어(BEAR)가 있다. 각 파벌은 독특한 외형 뿐 아니라 독자적인 게임 플레이의 장점을 가지고 있다. 플레이어가 파벌을 선택하면 USEC 파벌 플레이어들은 서양 또는 나토(NATO)에 기반을 둔 총기와 가벼운 갑옷을 가지는 반면 베어 플레이어는 러시아의 총기와 무거운 갑옷을 가지게 된다.
NPC로서 기능할 뿐만 아니라 플레이가 가능한 또 다른 파벌은 BEAR와 USEC 둘 다에 적대적인 타르코프의 공격적인 현지인인 스캐브(Scavs)이다. 스캐브에는 일반 스캐빈저(scavengers), 컬티스트, 스캐브 레이더, 스캐브 보스 등이 있다. 일반 스캐브는 저성능의 방어구와 무기를 보유하고 있으며, 주로 플레이어가 만나게 되는 AI 적이다. 컬티스트(Cultists), 스캐브 레이더(Scav Raiders)와 스캐브 보스(Scav Boss)는 일반 스캐브보다 장비가 우수한 NPC로, 후자는 다른 인공지능 행동을 가지고 있으며, 각각 타르코프 맵의 특정 위치에 존재하고 있다.

## 개발
이스케이프 프롬 타르코프는 2012년에 개발을 시작했다. 배틀스테이트 게임즈(Battlestate Games)의 수석 개발자인 니키타 부야노프(Nikita Buyanov)는 그와 직원들이 Absolutsoft에서 일하면서 제작한 'Contract war'이라는 게임을 통해 경험을 쌓았다고 말했다. 이스케이프 프롬 타르코프과 Contract War 모두 개발자들이 러시아-2028 우주라고 부르는 것을 배경으로 하고 있다. 부야노프는 그의 개발자 중 일부는 실제 군사 경험도 가지고 있었으며, 그 중 한 명은 전직 스페츠나츠의 요원이였다고 말했다.
개발자들은 버려진 창고에서 실제 무기를 녹음함으로써 몇몇 무기 소리를 녹음했다.
게임의 베타 기간 동안 개발자들은 새로운 기능, 지도, 캐릭터, 장비를 포함한 정기적인 게임 업데이트를 출시했다. 업데이트는 플레이어 진행상황을 초기화시키기도 했다.

## 배포
개발자들은 이스케이프 프롬 타르코프는 프리투 플레이 게임이 아니라 일체의 상품 판매로 배포될 것이라고 이야기했다. 게임의 공식 발매 이후 스팀에서 배포될 가능성이 있다. 향후 다운로드 가능한 콘텐츠에 대한 계획도 있다. 현재 판매되는 게임은 4개의 에디션으로 출시되는데, 높은 가격의 에디션일수록, 더 많은 장비와 저장공간이 주어진다.
이스케이프 프롬 타르코프는 2016년 8월 4일 일부 플레이어가 이용할 수 있는 알파 버전으로 출시되었다. 이후 배틀스테이트게임즈는 2016년 12월 28일에 알파 버전의 연당에 돌입했다고 발표했다.
이 게임은 2017년 7월 28일 어떤 사전 주문판을 사더라도 모든 플레이어가 이용할 수 있게 되면서 클로즈드 베타에 들어갔다. 2021년 3월 현재 이스케이프 프롬 타르코프는 현재 베타 단계에 있다.

## 평가
2018년 클로즈드 베타 프리뷰에서 헤더 알렉산드라(Heather Alexandra)는 이 게임이 많은 기술적인 문제를 가지고 있었기 때문에 "나쁘다"와 "실망스럽다"라고 평했다. PC 게이머에서 스티븐 메스너(Steven Messener)는 게임을 "온라인 슈터들을 위한 새로운 잠재력"이라고 표현했고, 게임 시스템이 플레이어들이 장비를 소중하게 여기고 그들이 어떻게 획득되었는지에 대한 이야기를 떠올리게 하는 방법에 대해 긍정적으로 평했다.